# Prosper Kompaoré
Prosper Kompaoré, né le 17 septembre 1950, est un professeur d'art dramatique et universitaire burkinabè.

## Biographie

### Enfance, éducation et débuts
Prosper Kompaoré est né le 17 septembre 1950 à Abidjan, la capitale de la Côte d'Ivoire, et est issu de la lignée Mossi, le plus grand groupe ethnique du Burkina Faso. En 1962, sa famille est retournée au Burkina, où il a poursuivi ses huit années d'études dans un séminaire à Ouagadougou. Dans sa jeunesse, il s'est impliqué dans le mouvement scout, organisant des activités culturelles et dirigeant des groupes de jeunes.
Tout au long de son enfance et de son adolescence, Prosper a participé activement à des activités artistiques et théâtrales, devenant membre du corps de Ballet moderne au Burkina à l'âge de vingt ans. Il a ensuite obtenu une maîtrise et un doctorat en études théâtrales à la Sorbonne à Paris, période durant laquelle il a créé une troupe de théâtre africain. Son travail avec cette troupe l'a confronté aux premières expériences du racisme.
Sa thèse doctorale portait sur Les formes de théâtralisation dans les traditions de la Haute-Volta. À partir de 1977, Prosper a entrepris des recherches approfondies sur le théâtre de performance dans la tradition africaine. En 1979, il a initié des expérimentations théâtrales et des interactions avec le public communautaire dans les zones rurales et urbaines.

### Carrière
Au cours des 25 dernières années, Prosper s'est distingué comme un fervent défenseur de l'expression artistique africaine, s'investissant dans sa promotion en tant que force motrice du développement social, économique et culturel. Il a occupé des postes clés, notamment celui de directeur général des affaires culturelles, et a contribué à l'organisation d'événements culturels majeurs tels que le Festival du cinéma panafricain, la Semaine nationale de la culture, et la Biennale ATB Théâtre panafricain.
En 1988, Prosper est devenu directeur général de l'Institut des peuples noirs. Il a également agi en tant que consultant en théâtre et en communication pour des organisations telles que l'IRED, l'UNESCO, et l'Université Johns-Hopkins aux États-Unis. En tant que professeur à l'Université de Ouagadougou, il a élaboré un cours sur le théâtre.
Convaincu que les problèmes en Afrique doivent aborder la question de la justice sociale, Prosper s'est engagé à utiliser ses compétences pour transformer les modèles sociaux en Afrique de l'Ouest. Doté d'une présence imposante et d'une profonde spiritualité, il fait preuve de courage et de vision en revisitant sa propre tradition pour réfléchir à ce qui doit évoluer tout en préservant ce qui contribue à reconstruire le tissu social.

## Œuvre
- 1998 : Les voix du silence, Édition A.T.B, Ouagadougou[4]
- 2003 : Les jeunes aux mains de vent, Édition A.T.B, Ouagadougou.
- 2003 : Rimbessida, le pouvoir des femmes", Édition A.T.B, Ouagadougou.
- 2011 : Conscience violée, Édition A.T.B, Ouagadougou.

1. Tourments de femmes, Édition A.T.B, Ouagadougou.
2. La porteuse d'eau, Édition A.T.B, Ouagadougou.
3. Nivo la domestique, Édition A.T.B, Ouagadougou.
4. La commande, Édition A.T.B, Ouagadougou.
5. Le procès de la logeuse, Édition A.T.B, Ouagadougou.
6. Le sang des enfants, Édition A.T.B, Ouagadougou.
7. Les ramasseurs d’ordures, Édition A.T.B, Ouagadougou.

## Distinctions
- Chevalier de l'Ordre national[3].